# ポンプ座
ポンプ座（ポンプざ、Antlia）は、現代の88星座の1つ。18世紀半ばに考案された新しい星座で、真空ポンプをモチーフとしている。

## 主な天体

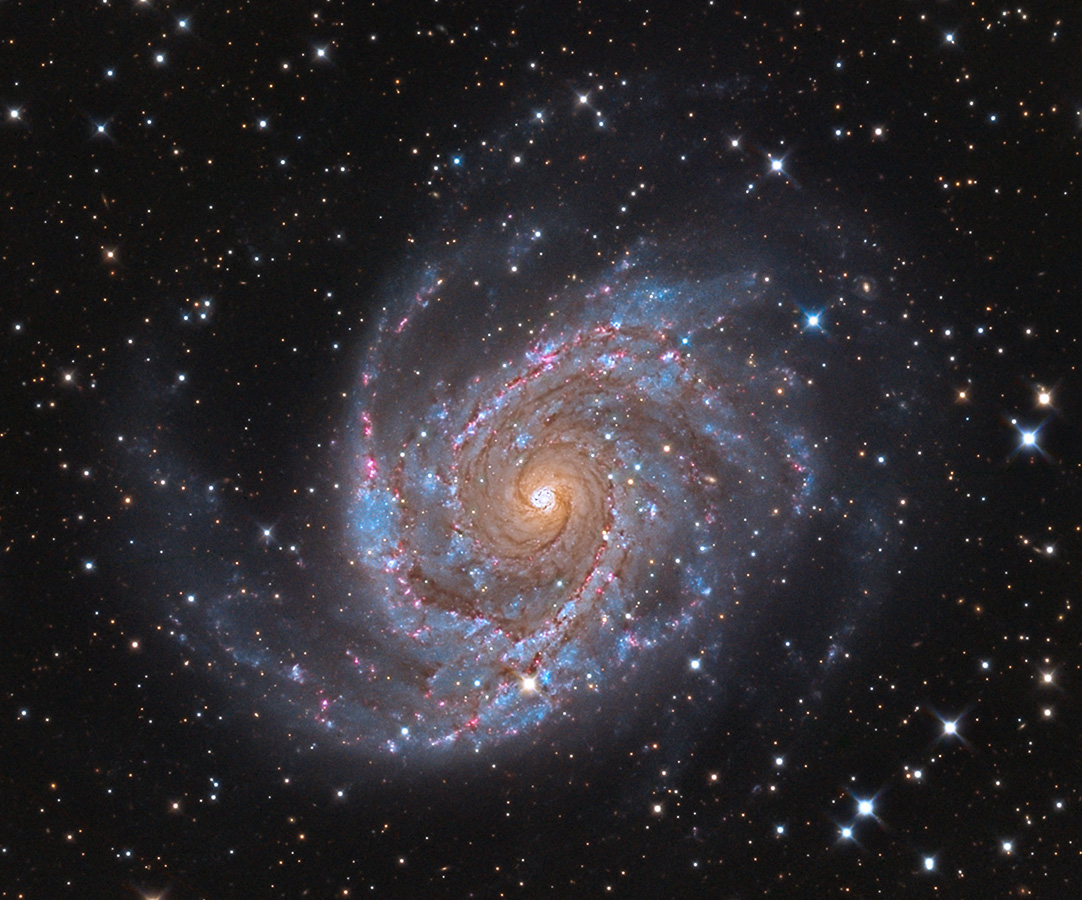
渦巻銀河NGC 2997

### 恒星
4等星が1つある以外は5等星以下の暗い星だけの、目立つところのない星座である。
2022年4月現在、国際天文学連合 (IAU) によって1個の恒星に固有名が認証されている。
- HD 93083：[5]。国際天文学連合の100周年記念行事「IAU100 NameExoworlds」でコロンビアに命名権が与えられ、主星はMacondo、太陽系外惑星はMelquíadesと命名された[6]。

この星座には最初からβ星が設定されていなかった。
- α星：見かけの明るさ4.25等の橙色巨星で4等星[8]。ポンプ座で最も明るい恒星。

### 星団・星雲・銀河
- NGC 2997：地球から見て45°傾いたSc型渦巻銀河。
- PGC 29194：「ポンプ座矮小銀河 (Antlia Dwarf)」の通称で知られる矮小銀河。天の川銀河と同じ局所銀河群に属する。

## 由来と歴史

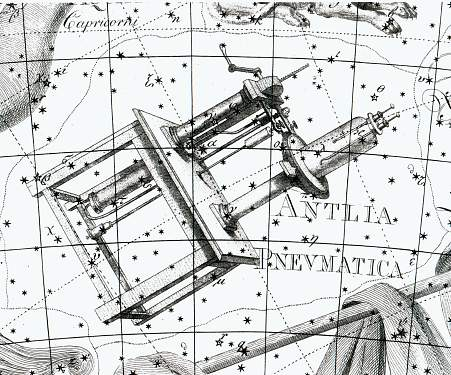
ヨハン・ボーデが1801年に出版した『ウラノグラフィア』に描かれたポンプ座

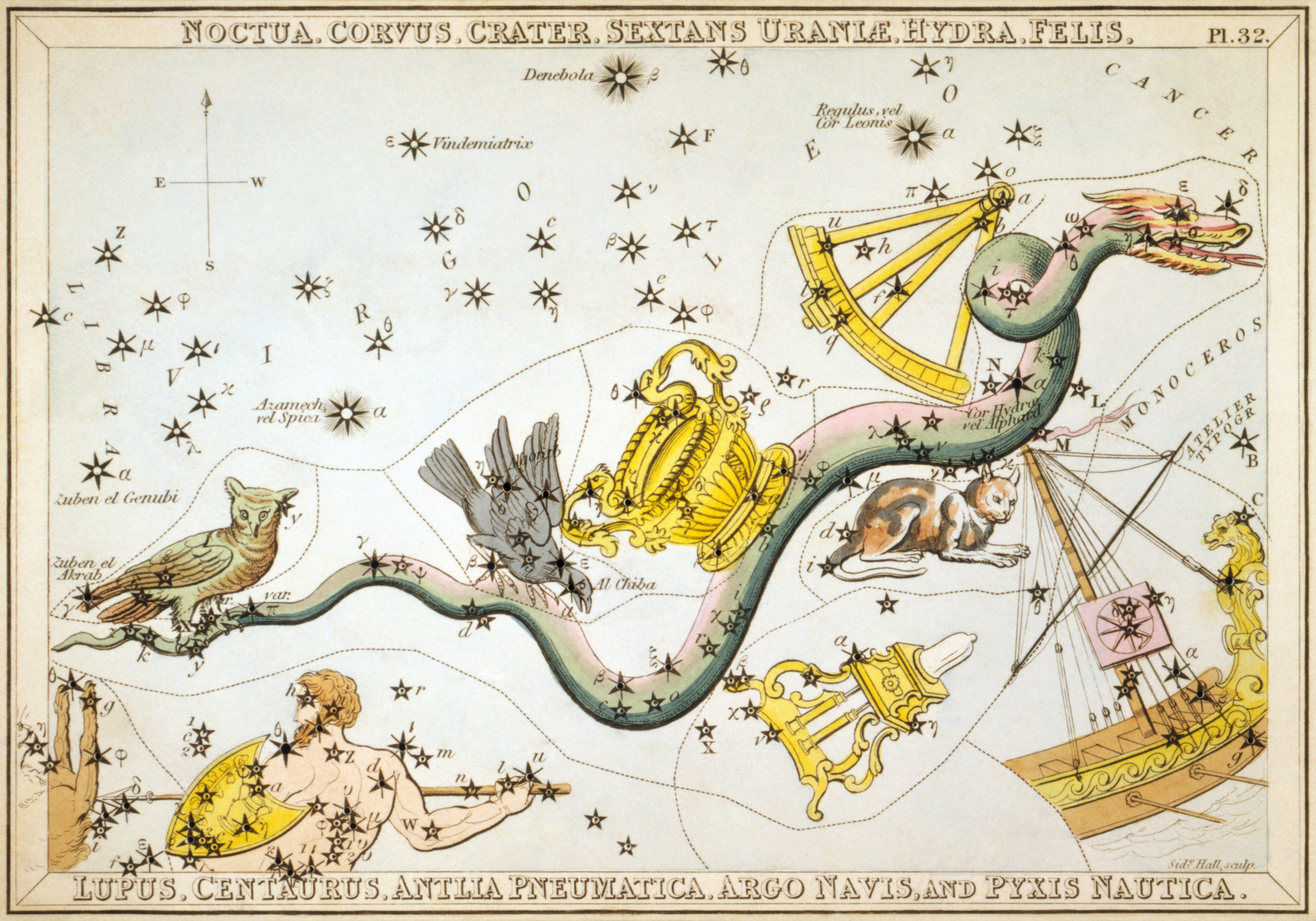
19世紀イギリスの星座カード集『ウラニアの鏡』に描かれたポンプ座（中央右寄り下）。

ポンプ座は、18世紀半ばにフランスの天文学者ニコラ＝ルイ・ド・ラカーユによって考案された星座である。モチーフとなったポンプは、水を汲み上げるポンプではなく、科学実験において真空状態を作り出すための真空ポンプである。ラカーユは、実験物理学を象徴するものとしている。
ラカーユは、それまでのアルゴ座の領域の一部を切り離して、そこに Antlia pneumatica と Pixis Nauticaを設けた。初出は、1756年に刊行された1752年版のフランス科学アカデミーの紀要『Histoire de l'Académie royale des sciences』に掲載されたラカーユの星図で、真空ポンプの星座絵と la Machine Pneumatique というフランス語の名称が描かれていた。ラカーユの描いたポンプは、フランスの発明家ドニ・パパンが1670年代前半に使用した単気筒式のタイプであった。ラカーユの死後の1763年に刊行された著書『Coelum australe stelliferum』に掲載された第2版の星図では、ラテン語化された「Antlia Pneumatica」と呼称が変更されていた。
1801年にドイツの天文学者ヨハン・ボーデが刊行した星図『ウラノグラフィア』では、パパンがパリからロンドンに渡ってロバート・ボイルと共同で改良した2気筒式の真空ポンプが描かれている。現在の Antlia という学名は、イギリスの天文学者ジョン・ハーシェルが提案したものである。ジョン・ハーシェルは、1844年のフランシス・ベイリー宛の書簡の中で、Antlia Pneumatica を Antlia と短縮することを提案した。それを受けたベイリーが、翌年の1845年に刊行した『British Association Catalogue』において Antlia と改めたことにより、以降この呼称が定着することとなった。
1922年5月にローマで開催されたIAUの設立総会で現行の88星座が定められた際にそのうちの1つとして選定され、星座名は Antlia、略称は Ant と正式に定められた。新しい星座のため星座にまつわる神話や伝承はない。
この星座の由来について「ロバート・ボイルが、ドイツの物理学者オットー・フォン・ゲーリケの考案した真空ポンプを改良した記念として設定した」とする説明が流布されたことがあったが、これは事実とは異なる。

## 呼称と方言
日本では、当初「排氣器」という訳語が充てられていた。これは、1910年（明治43年）2月に刊行された日本天文学会の会誌『天文月報』の第2巻11号に掲載された、星座の訳名が改訂されたことを伝える「星座名」という記事で確認できる。この訳名は、1925年（大正14年）に初版が刊行された『理科年表』にも引き継がれ、戦後も継続して「排氣器（はいきき）」の呼称が使われた。1952年（昭和27年）7月、日本天文学会は「星座名はひらがなまたはカタカナで表記する」とした。このときに、Antlia の訳名は「ポンプ」に変更され、以降この呼び名が継続して用いられている。
天文同好会の山本一清らは異なる訳語を充てていた。天文同好会の編集により1928年（昭和3年）4月に刊行された『天文年鑑』第1号では星座名Antliaに対して「ポンプ」の訳語を充てていたが、既にIAUが学名をOctansと定めた後の1931年（昭和6年）3月に刊行した『天文年鑑』第4号では星座名を Antlia Pneumatica、訳名を「空気ポンプ」と改め、以降の号でもこの星座名と訳名を継続して用いていた。